# Баскаков, Николай Иванович
Никола́й Ива́нович Баска́ков (8 августа 1903 — 1977) — советский борец классического стиля. Заслуженный мастер спорта СССР (1938).

## Биография
Увлёкся борьбой в 1922 году. Участвовал в девяти чемпионатах СССР (1933—1941).
Чемпион (1933, 1934), серебряный (1936, 1937, 1940) и бронзовый (1938, 1941) призёр чемпионатов СССР.
Окончил Высшую школу тренеров при ГЦОЛИФК (1937).
Судья всесоюзной категории (1938), почётный судья всесоюзной категории (1956).
Отличник физической культуры (1947).

## Спортивные результаты
- Чемпионат СССР по классической борьбе 1933 года — ;
- Чемпионат СССР по классической борьбе 1934 года — ;
- Чемпионат СССР по классической борьбе 1936 года — ;
- Чемпионат СССР по классической борьбе 1937 года — ;
- Чемпионат СССР по классической борьбе 1938 года — ;
- Чемпионат СССР по классической борьбе 1940 года — ;
- Чемпионат СССР по классической борьбе 1941 года — .